# 時代力量
時代力量（簡稱時力）是中華民國的政黨之一。2015年1月25日，林峯正等人舉行時代力量創黨成立大會，由林昶佐擔任建黨工程隊總隊長。9月13日，時代力量正式宣布成立，黃國昌擔任首任執行黨主席。2016年第九屆立委選舉，時代力量獲得五席，組成立法院黨團，成為立法院第三大政黨。在2018年地方公職人員選舉中，時代力量在臺灣各地總共提名40名直轄市及縣市議員候選人，並有16人當選。2020年第十屆立委選舉，時代力量政黨票數在得票數上被台灣民眾黨超越，立委席次降至三席，退居立院第四大黨。2022年地方公職人員選舉提名46名直轄市及縣市議員候選人，卻遭逢大敗，縣市長未取得，議員降至六席。2024年第十一屆立法委員選舉，時代力量區域立委、不分區立委全數落選。此外，該黨陸續面臨嚴重出走潮與意識形態分歧等爭議。目前僅有四席縣市議員、一席鄉民代表，以及擁有新竹市議會黨團。

## 歷史發展

### 創黨緣起
2008年起，馬英九政府主導的「和中政策」，兩岸經濟貿易往來頻繁，一般公民卻因此深受房價高漲、物價通膨等痛苦，甚至引起人民擔心台灣主權消失。於此背景下，又爆發多起大型社會事件，如反媒體壟斷、大埔迫遷案、洪仲丘遭虐死案，加深年輕世代對台灣傳統政治體制的不滿。
直至2014年，爆發從1980年代以來最大規模的公民不服從行動——太陽花運動。因第八屆國會違反議事程序，黑箱通過兩岸服貿協定，引發學生、公民團體、年輕群眾強烈反抗，並於2014年3月18日佔領國會，也稱318學運。
學運過後，民間希望有新的政治力量，打破過往藍綠二元結構，推動社會改革。於是，公民力量開花，由律師林峯正、閃靈樂團主唱林昶佐、及洪仲丘案義務律師邱顯智、曾威凱、胡博硯、劉繼蔚等人，於2015年1月25日舉辦創黨成立大會，成立創黨工程隊、公布基本主張，並陸續邀請中研院法律所研究員黃國昌、東吳大學政治系教授徐永明、資深媒體人馮光遠、洪仲丘姐姐洪慈庸等人入黨。時代力量，遂於2015年9月13日正式成立。

### 籌備建立

時代力量創黨時期的黨徽。

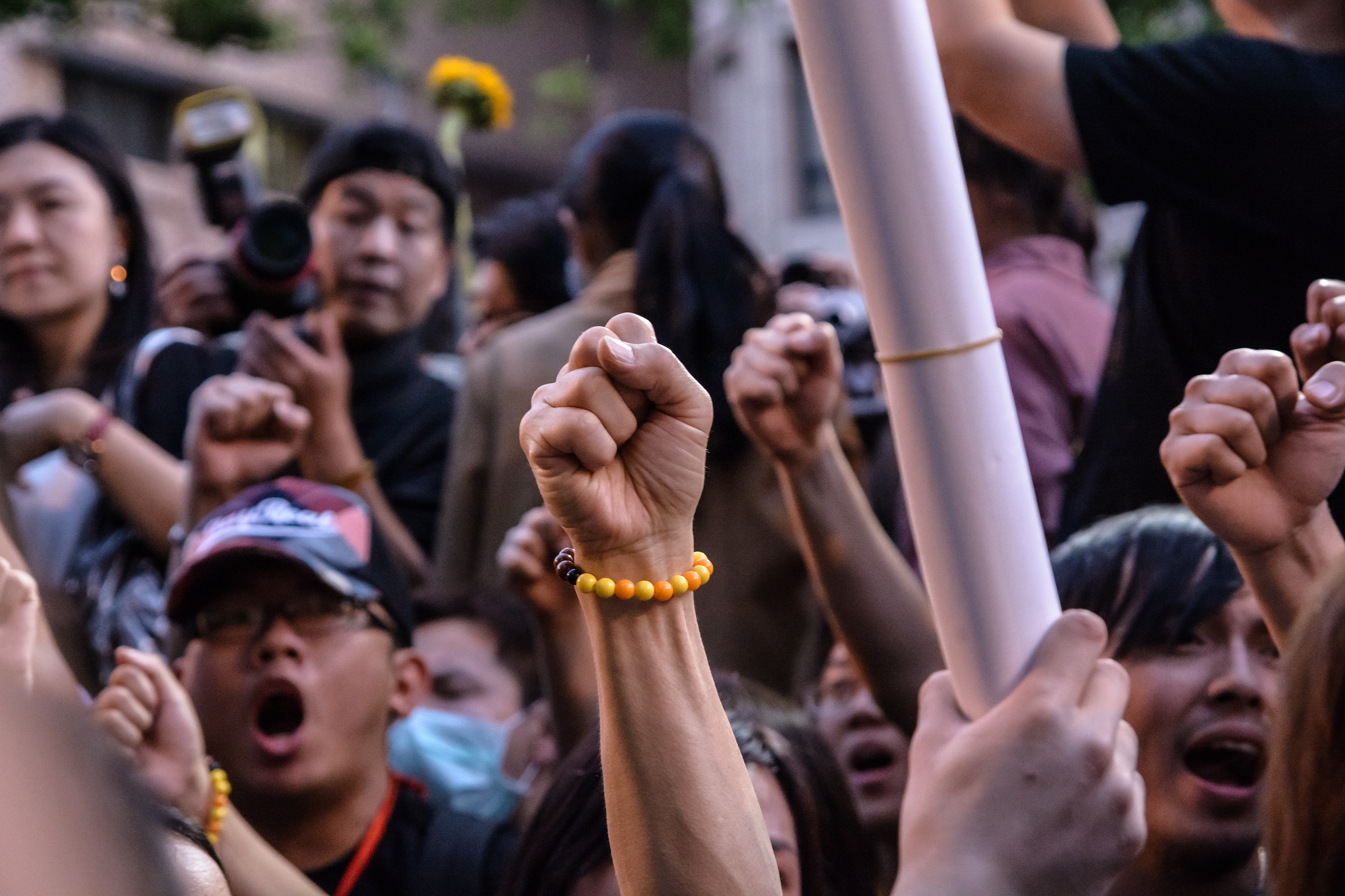
時代力量的成立受到2014年太陽花學運的影響。

2013年下半年，黃國昌和朋友開始討論成立政黨的可能性，目標是讓中國國民黨在2016年立法委員選舉未能過半，並希望為年輕世代提供參政平臺。反對簽署《海峽兩岸服務貿易協議》的社會運動人士組成聯盟政團「公民組合」。2014年3月，太陽花學運爆發，對後續的政治局勢與社會氛圍產生重大影響。在運動結束後，主要參與人士認為應進入政治體制來實踐主張。同年7月，在籌備1年多後，公民組合完成立案登記。
作為第三勢力的組織，目標是投入2016年立法委員選舉。由於內部成員在組織形式部分出現理念的分歧，同樣屬於公民組合成員的林峯正和范雲，決定各自組成政黨參政。2015年1月25日，由林峯正等人發起的時代力量，率先舉行創黨成立大會，宣布成立「建黨工程隊」和啟動「10萬人建黨工程」，公布政黨網站、基本主張及10項基本政策。范雲等人則另外組成社會民主黨。
隨後，林昶佐擔任建黨工程隊總隊長，號召支持群眾以網際網路投票的方式，推薦政黨幹部與不分區立法委員提名人的名單。在籌備成立的過程中，時代力量還曾經邀請到林義雄、李遠哲等人助講。同年7月2日，林昶佐向時代力量決策小組請辭總隊長，由黃國昌代理總隊長職務。9月13日，由學者、社會運動人士組成的社運型政黨時代力量正式宣布成立，並以「超越藍綠」自許。

### 國會議政

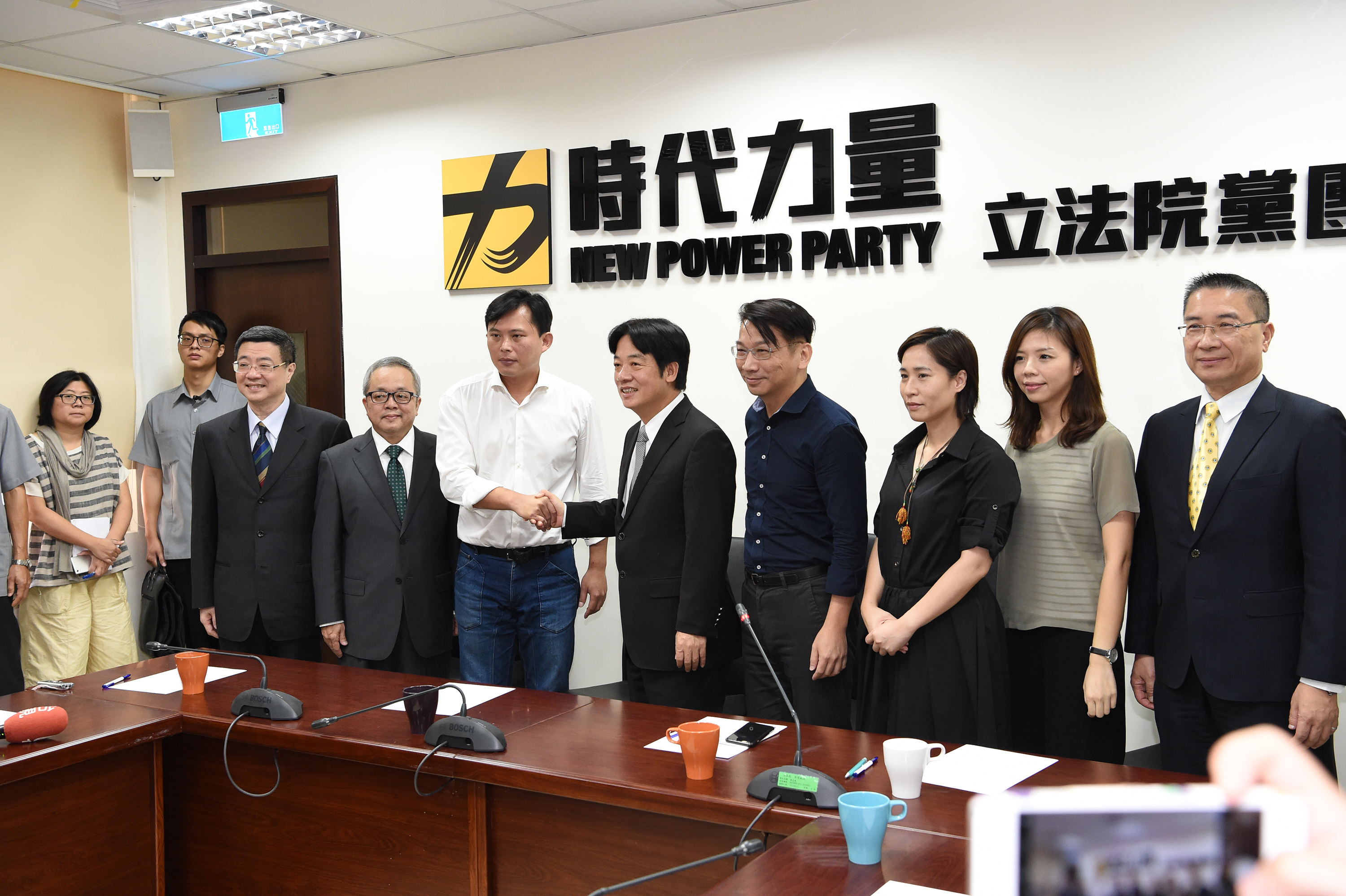
2017年，時任行政院院長的賴清德赴立法院拜會時代力量立法院黨團。

2015年9月13日，透過網際網路直接選舉，時代力量黨員選出第一屆黨主席團，成員有黃國昌、徐永明、黃秀禎、林峯正、林昶佐、林世煜、馮光遠等人，由黃國昌出任第一任執行黨主席。在隔年1月16日的立法委員選舉中，透過與最大在野黨民主進步黨的合作，首次參選的時代力量取得五席，包括三席區域立法委員與兩席不分區立法委員，取代臺灣團結聯盟成為立法院第三大黨，實現進入立法機構參政議政的目標。
1月31日，時代力量舉行立法院黨團會議，選出黨團幹部，決議黨團幹部名單：總召集人徐永明、副召集人高潞·以用·巴魕剌、幹事長林昶佐、書記長洪慈庸。3月25日，時代力量召開第二屆主席團首次會議，討論新任執行黨主席人選，最終宣布由黃國昌連任。為了提前佈局2018年直轄市及縣市議員選舉，時代力量在數個區域規劃建立地方黨部與辦公室。4月9日，時代力量在新竹市成立第一個地方黨部。5月19日，林峯正被國家安全會議秘書長吳釗燮延攬，擔任諮詢委員的職務。
時代力量和民主進步黨的政黨政治主張相差不多，前者積極在立法院推動選前承諾的各項法案。在立法程序中，時代力量則出現激進派和溫和派的衝突。2017年12月，黃國昌罷免案對於時代力量造成一定的影響。隨著《勞動基準法》的修法，時代力量與民主進步黨開始以強硬話語相向。同時，時代力量內部出現路線的爭議，特別是對於民主進步黨和柯文哲的立場，是要採取合作或保持距離的問題上。
2019年11月12日，時代力量公布2020立法委員不分區名單，總計11名，包含環團出身的陳椒華、科技業出身的台北市政府顧問翟本喬、小燈泡媽媽王婉諭、獸醫師關心羚，時代力量前主席邱顯智等，至於各界關注的時任時力立委黃國昌，也同樣在2020不分區名單，由於排行第4名，外界認為是排在安全名單尾巴，盼屆時能積極催票。2020年1月11日，時代力量於2020年大選結果出爐，五席區域立委全軍覆沒，高鈺婷在新竹市拿下近三成選票但仍落敗，其他四席選區立委得票率皆落在7-8%之間。政黨票則拿下109萬8100票，得票率7.7%，總共當選三席，包含環團出身的陳椒華、時代力量前主席邱顯智律師、小燈泡媽媽王婉諭。大選後，時代力量宣示2022將進軍地方縣市首長選舉。

### 投入地方

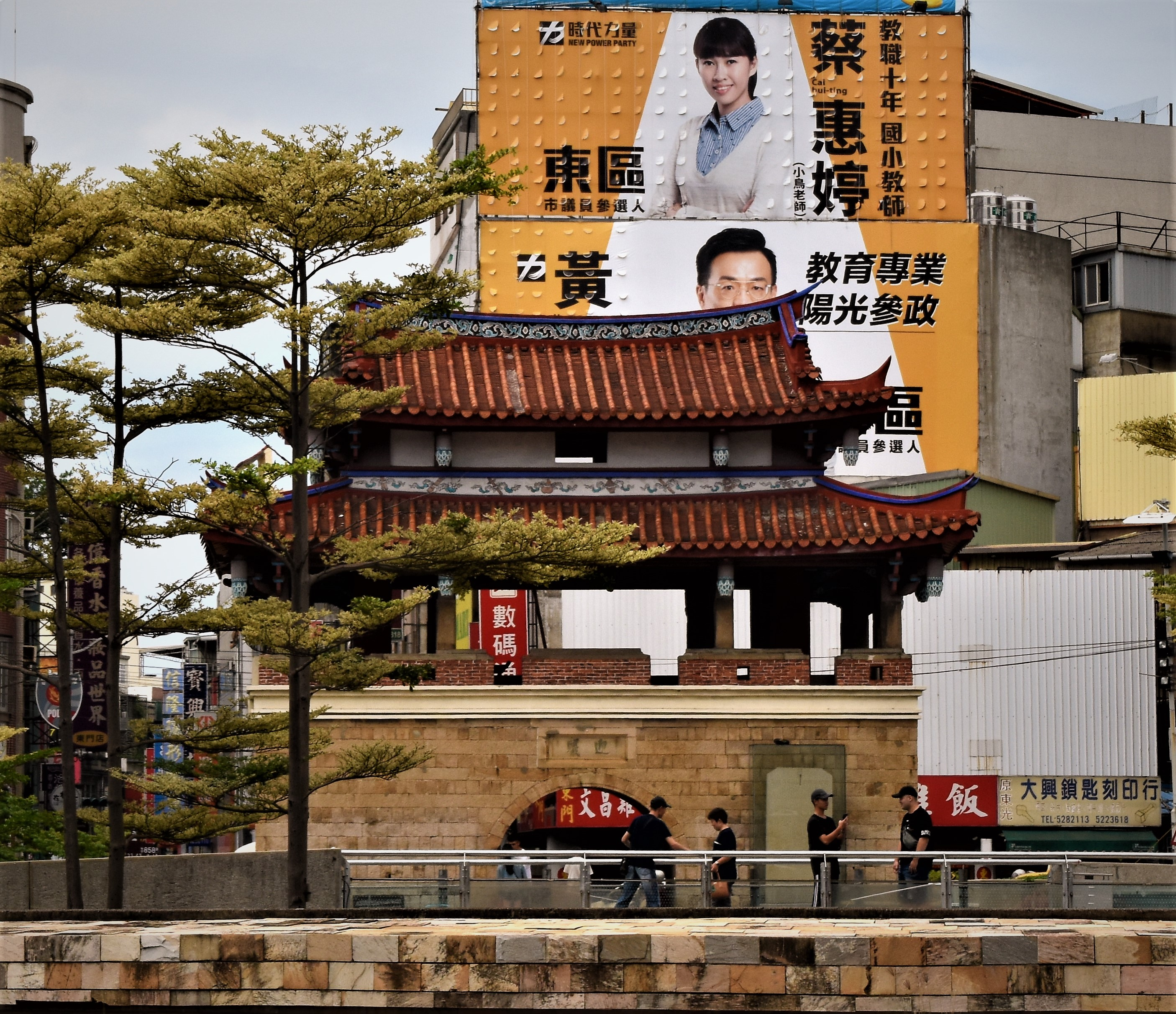
時代力量議員候選人位於新竹市文化古蹟古城門附近之廣告布條。（攝於2018年）

2018年初，為了抗議《勞動基準法》修改，時代力量立法院黨團佔領議場，並前往總統府前的凱達格蘭大道禁食靜坐抗議，最終遭警方驅離。時代力量還和勞工團體共同發起「廢除勞基舊法公投」、「討回七天假公投」連署。同年11月24日的地方公職人員選舉中，時代力量在臺灣各地總共提名40名年輕的縣市議員候選人，在臺北市、桃竹苗與南部縣市順利當選十六席，並有高達10位當選人為女性。
時代力量提名的議員多為「政治素人」，由中央黨部代為繳納12萬元至20萬元不等的保證金。在這次直轄市及縣市議員選舉中，時代力量積極布局，透過競選概念影片、網路節目、競選主網站，「重塑」強勢的政黨刻板形象。時代力量在臺北市和新竹市各別取得三席，達到組成議會黨團的門檻。但在該次選舉中，除了民主進步黨於執政縣市失利外，時代力量的議員選情不如預期。
2019年1月13日，時代力量首度舉行黨員大會，討論黨章、黨代表修訂，進行黨組織的改造。在黨職選舉前夕，創黨初期便擔任黨主席的黃國昌宣布卸下黨主席等職務，表態不再參選決策委員會。2月2日，時代力量公布決策委員會的開票結果，得票率最高的邱顯智成為新任黨主席呼聲最高的人選。2月5日，時代力量決策委員宣布一致同意由邱顯智擔任新任黨主席。

### 從政黨員退黨潮
在上任後，邱顯智與柯文哲劃清界線，強調以街頭政黨的堅持號召支持者，但2017年路線歧異再度出現。之後林昶佐和洪慈庸因路線分歧退出，高潞·以用亦因補助爭議遭到除名。8月21日，在邱顯智辭去黨主席職務後，決策委員會決議由徐永明接任。9月11日，台大經濟系教授鄭秀玲遞補高潞·以用除名後的不分區立委席次。
2020年，因時代力量黨主席徐永明涉嫌收賄介入SOGO經營權之爭，遭停止職務。8月1日，邱顯智回任代理黨主席。徐永明捲入SOGO收賄案，衝擊時代力量清廉、反貪形象，徐在以80萬元交保後，原定於8月5日要赴紀律委員會說明，卻在到會前以黨內團結為由，宣布退出時代力量。同日，台北市議員林穎孟、黃郁芬宣布退黨，時代力量在第十三屆台北市議會中的席次歸零。8月23日，前黨主席黃國昌疑干涉黨務的錄音檔流出，苗栗縣議員曾玟學宣布退黨。8月26日，由於時力發生數起黨務爭議，高雄市議員黃捷宣布退黨。
2022年，雲林縣議員廖郁賢被指控人頭黨員而遭拔除地方黨部主委且停權，隨後廖宣布退黨。最終，林昶佐、林亮君、黃捷、吳崢、廖郁賢等人陸續加入民主進步黨，有些當選立委或就任黨職等。高潞·以用則加入台灣維新。

### 重新改組

新時代力量黨徽，2025年3月29日開始使用。

時代力量於2022年地方公職人員選舉大敗後，黨內開始對時任黨主席陳椒華的領導風格、追隨黃國昌路線有所檢討和質疑，王婉諭、邱顯智、李兆立、陳孟秀、曾威凱、廖子齊六位決策委員宣布辭去決策委員一職，並要求黨主席及所有決策委員集體請辭並改選，共同承擔這次選舉的政治責任以示負責。最終陳椒華宣布將向時代力量決策委員會議請辭主席後，在會議上被昌派慰留並接受。直至黨主席選舉，立委邱顯智、王婉諭為首的新竹系統在決策委員會佔上風，由王婉諭當選黨主席，並定位時代力量以本土進步立場監督藍、綠、白的路線，最終於2023年11月16日，黃國昌宣布放棄時代力量黨籍，加入前臺北市市長柯文哲創立的台灣民眾黨，後續亦引發黨內昌派的退黨潮，其中以臺中市議員吳佩芸的退黨最具代表性指標。2024年立法委員選舉，時代力量推出包括前臺中市副市長林依瑩、前臺北市政府機要王寶萱在內的8人全國不分區及僑居國外國民立法委員選舉區名單。區域立委方面，黨團總召邱顯智事隔八年第二次競選新竹市立委，主席王婉諭則親征新竹縣第二選舉區。是次選舉中，時代力量獲得姚人多、吳念真、洪慈庸等人表態支持，並肯定王婉諭主席帶領時代力量走出自己的路線。2024年1月13日選舉結果出爐，邱顯智在選區內以12.64%得票位居第四，而王婉諭在選區中超越民進黨候選人，成為區域立委中唯一一個第二高票的第三勢力候選人，但仍然未能當選，時代力量於政黨票中亦僅獲得353,412票，其得票2.56%未能跨越5%分配不分區立委席次門檻，時代力量確定無法續留第十一屆新國會。對此，當晚時代力量中央黨部召開記者會，宣布時代力量決策委員全體將提出總辭並之後辦理改選，改選之前由王婉諭繼續擔任代理黨主席。 2月，時代力量舉行第四屆決策委員臨時改選選舉，王婉諭以第一高票當選決策委員，並在黨主席補選再度被推舉成為黨主席，隨即宣布啟動「二次創黨」的重建工程，將於三至六個月內檢討過去的失敗原因、改造黨務系統，並具體回應臺灣社會需求。7月23日，時代力量黨主席王婉諭、決策委員周偉航、胡堞召開「面對過去，展望未來」時代力量檢討報告發布記者會，發表《檢討報告》向社會大眾報告，時代力量在選舉後的檢討與未來發展方向，深入討論並剖析過去9年的錯誤和失敗，以及如何在選後進行重整。2025年1月5日，時代力量第三屆黨員代表第5次會議，經由黨主席王婉諭提案、全體決策委員連署，通過黨章修正案。重點包括：「黨主席直選」：黨主席將由現行的決策委員互選產生，改為由黨員直接選舉，落實直接民主；「促進多元參與」：當然黨員代表資格，增列鄉鎮市長及民選區長、鄉鎮市民代表、村里長，鼓勵基層從政公職積極投入黨務運作；「落實權責相符」：因應黨章組織架構調整，增訂黨員代表大會「解散決策委員會」及「罷免黨主席」的相關規定，並於黨章明定主席、決策委員會職權。2025年3月29日，時代力量舉行「時力再出發」二次創黨記者會，並發表新的黨徽設計與新時代的主張。時代力量中央黨部官網也全新改版。

## 政治立場

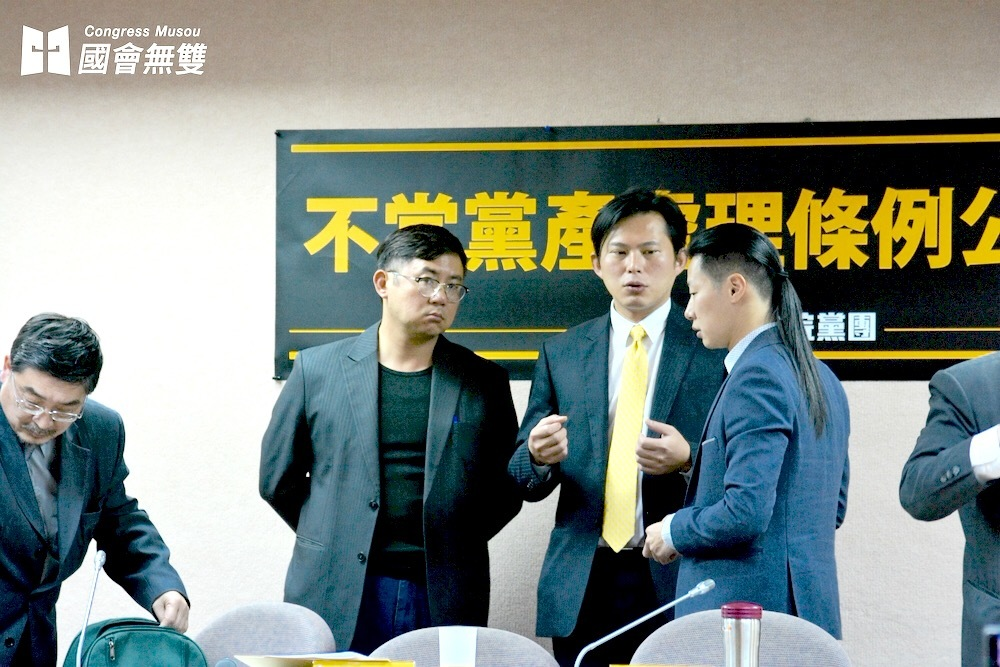
2016年，時代力量針對《政黨及其附隨組織不當取得財產處理條例》召開公聽會。

時代力量期望成為第二個臺灣新世代的本土政黨，當中堅持「臺灣本土立場」、「以臺灣為主」的基本宗旨。時代力量認為每個人都應享有「追求夢想、保護幸福的平等地位」，取向為「中間偏左」。時代力量還是一個推動臺灣獨立運動的政黨，主張「臺灣國家地位正常化」。對於與民主進步黨的關係，時代力量最初期望能夠形成兩個本土政黨相互競爭，並且拒絕成為民主進步黨的「橡皮圖章」。
為了堅持其所自稱的「進步價值」，時代力量支持同性婚姻合法化、龍門核能發電廠停建。時代力量亦認為「公開透明」相當重要，支持課程綱要的制定程序應完全公開透明。在社會的期待下，時代力量還強調要貫徹「人民作主」的新政治，並提出實現「人民的立法院」的理念。時代力量曾揭露民主進步黨與中國國民黨總共提名百位涉及貪污、賄選等事項的直轄市及縣市議員候選人，以及主張在發生酒後駕駛情事後，要求當事人退選和下臺辭職。
時代力量還廣泛地涉足、並試圖主導各類社會正義與民生議題，藉此擴大擴大其政治基礎，這包括推動《促進轉型正義條例》。同時，時代力量推動《公民投票法》與《公職人員選舉罷免法》的修法，支持下修罷免制度門檻與公民投票的門檻。對於宗教團體的基本規範，時代力量主張在為宗教財團法人制定特別法前，應該納入適用《財團法人法》。此外，時代力量還支持司法改革，並且推動人民參與審判。
在海峽兩岸關係議題的表現上，外界認為時代力量與執政的民主進步黨相比，更加偏向主張臺灣獨立的立場。時代力量曾向民主進步黨施壓，要求釐清國家定位與海峽兩岸關係問題。時代力量將其核心目標設定為憲法修正與追求國家地位正常化，主張人民能夠全面參與制定憲法。與此同時，時代力量還提出《公民投票法》修法，要求把憲法修正、疆域變更納入公民投票的適用範圍。時代力量也針對替中國共產黨宣傳者提案修法。不過時代力量反對以統一或獨立的標籤，限制民主交流的可能性和機會。

## 組織架構

### 決策機構

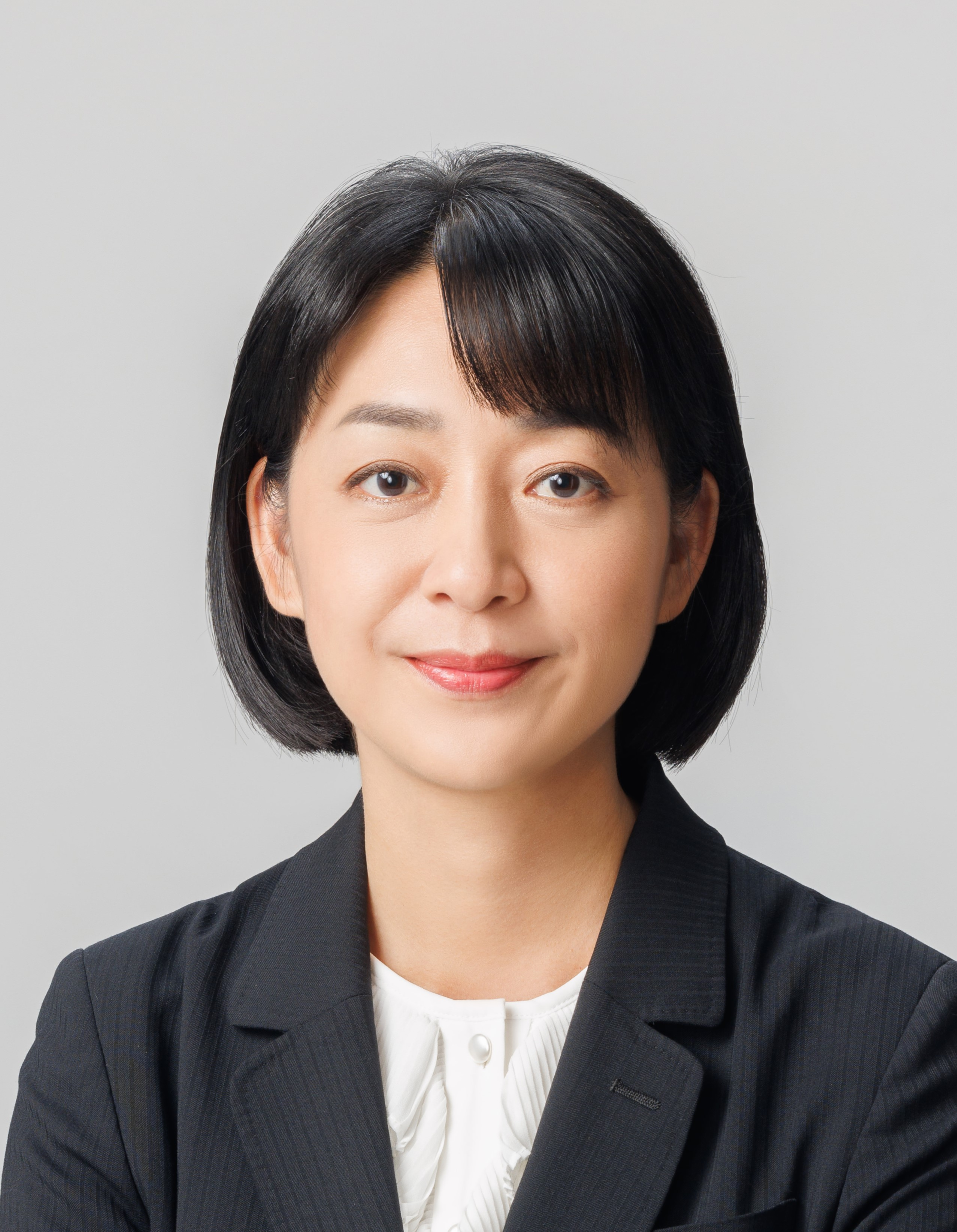
現任時代力量黨主席王婉諭。

最初時代力量採取集体领导的決策制度，建立扁平化的政黨組織。由黨員選出7位成員組成主席團，主席團在定期會議上互相推舉執行黨主席，該制度共運作兩屆。同時黨員及「時代之友」透過網際網路選舉，選出8個常設委員會委員。主席團成員及常設委員會主席組成「最高決策小組」，開會決定黨務規劃或路線，中央黨部與黨團、地方黨部亦密切合作。但後來中央黨部僅剩最高權力機構決策委員會、主席團、及直屬主席團的秘書處持續運作。
2019年1月，為了符合《政黨法》的法人化規定，時代力量完成修正章程及組織等事項，廢除原本的主席團、政策委員會制度，並新增黨代表制。現行時代力量的領導核心是由黨員透過網際網路選舉，直接線上投票選出15位任期2年的「決策委員」，並由中央黨部設立監選團監督。這批決策委員會組成綜理政黨事務的「決策委員會」，由決策委員會共同推選出一位黨主席。
決策委員會下面設有秘書處、紀律委員會、仲裁委員會、任務小組等部門。不過有關決策委員會應保障臺灣原住民族、性別名額的提案曾獲得討論，最終並未通過。時代力量還設立由當然黨代表與黨員直接黨代表組成的黨員代表大會。當然黨代表包括任職中華民國總統、中華民國副總統、立法委員、直轄市及縣市首長、直轄市及縣市議員、決策委員會，2025年增列鄉鎮市長、鄉鎮市民代表、村里長，鼓勵基層從政公職積極投入黨務運作。現任時代力量黨主席為王婉諭。
2025年1月5日，時代力量第三屆黨員代表第5次會議通過黨章修正案，未來黨主席將由黨員直選，決策委員、紀律委員將由黨員代表投票選出；當然黨員代表增列鄉鎮市長、鄉鎮市民代表、村里長，鼓勵基層從政公職積極投入黨務運作；增訂黨員代表大會解散決策委員會、罷免黨主席的相關規定，並於黨章明定主席、決策委員會職權。
現行黨務組織
- 黨員代表大會
- 決策委員會
- 選舉委員會
- 監選委員會
- 紀律委員會
- 仲裁委員會

| 現任時代力量中央黨部成員 | 現任時代力量中央黨部成員 | 現任時代力量中央黨部成員                                     |
| 組織                     | 職位                     | 姓名                                                         |
| ------------------------ | ------------------------ | ------------------------------------------------------------ |
| 決策委員會               | 黨主席                   | 王婉諭                                                       |
| 決策委員會               | 決策委員                 | 周偉航、林依瑩、胡㻡、廖子齊、林彥甫、王煦惠、廖啟帆、王景弘 |
| 秘書處                   | 秘書長                   | 林邑軒                                                       |
| 秘書處                   | 副秘書長                 | 劉品辰                                                       |
| 秘書處                   | 發言人                   | 鄭宇焱、廖子齊                                               |
| 紀律委員會               | 紀律委員                 | 蔡惠婷、吳達諾、李慕哲、陳愷閎、劉曜維                       |
| 仲裁委員會               | 仲裁委員                 | 徐世榮、胡博硯、鍾元珧                                       |

#### 歷任秘書長
下表列出時代力量自2015年創黨以來之歷任秘書長名單。
|      |      |        |                |                |                            |  |  |  |
| 任次 | 肖像 | 姓名   | 就任           | 卸任           | 黨主席                     |  |  |  |
| 1    |      | 陳惠敏 | 2015年3月1日   | 2019年2月28日  | 林昶佐 黃國昌              |  |  |  |
| 2    |      | 陳孟秀 | 2019年3月1日   | 2019年8月30日  | 邱顯智 徐永明              |  |  |  |
| 3    |      | 吳佩芸 | 2019年8月30日  | 2020年3月1日   | 徐永明                     |  |  |  |
| 4    |      | 陳志明 | 2020年3月1日   | 2020年8月29日  | 徐永明 邱顯智 （代理黨務） |  |  |  |
| 5    |      | 高鈺婷 | 2020年9月16日  | 2020年11月17日 | 高鈺婷                     |  |  |  |
| 6    |      | 白卿芬 | 2020年11月17日 | 2023年2月28日  | 陳椒華                     |  |  |  |
| 7    |      | 李兆立 | 2023年3月7日   | 2024年2月29日  | 王婉諭                     |  |  |  |
| 8    |      | 林邑軒 | 2025年3月29日  | 現任           | 王婉諭                     |  |  |  |

### 基層組織
時代力量積極在臺北市、新北市、桃園市、新竹市、臺中市、臺南市、高雄市、宜蘭縣、花蓮縣等地區拓展，成立地方黨部，希望透過地方黨部經營組織基層、培養人才。地方黨部還負責主要提名人的審核、調查與討論，並把名單彙整至提名小組。在議題操作上，時代力量的大方向是主攻市政及議會的失能，並在各選舉區、地方上連接在地議題，例如由宜蘭縣、基隆市、新北市議員參選人討論深澳發電廠的環境影響評估。
在2018年地方公職選舉中，時代力量公布《縣市議員候選人共同公約》，希望個人政見主張不違背其從政精神。時代力量以「全國性政策」拉抬聲勢，透過該次選舉發展組織。其目標是在6個直轄市與新竹市等地議會成立自己的黨團，將立法院的問政風格深入地方議會，改變腐敗的舊政治文化。時代力量主要以Facebook等社群媒體網站宣傳，並精準設定「受眾」來獲得最大效益，其鮮明設計的文宣亦備受注目。為了強化辨識度，時代力量還外聘視覺導演、影像團隊，合作處理視覺表現。
時代力量倡議以透明、開放、參與式的政黨為號召，聚合認同理念的人民加入。候選人在正式接受時代力量提名前，必須具備有效黨員身分，且無多重國籍或永久居留權。最初時代力量的黨章規定黨員年齡為15歲以上，但因為《政黨法》的規定，修改成需要年滿16歲以上。截至2024年5月31日，具備完整資格的黨員總數有1,090人。
2024年，時代力量因立法委員選舉沒有獲得席次，不分區得票率也未達3%沒有達到政黨補助門檻，導致面臨嚴重的財務問題，因此裁減地方大量黨部。目前現有運作黨部：中央黨部、新竹黨部、苗栗黨部、中部黨部。
| 黨部                  | 組織主管 | 姓名   | 地址                         | 備註                                           |
| --------------------- | -------- | ------ | ---------------------------- | ---------------------------------------------- |
| 新竹市黨部            | 主委     | 邱顯智 | 新竹市北區中正路180號5樓之一 | 時代力量新竹市議員林彥甫暨新竹市議會黨團服務處 |
| 新竹縣黨部            | 主委     | 邱顯智 | 新竹縣竹北市嘉祥七街8號      | 時代力量黨主席王婉諭竹北服務處x加諭附小        |
| 苗栗黨部              | 主委     | 宋國鼎 | 苗栗縣竹南鎮環市路二段213號  | 時代力量苗栗縣議員葉忠倫服務處                 |
| 臺中黨部 （中部黨部） | 主委     | 廖子齊 | 無                           |                                                |
| 臺中黨部 （中部黨部） | 執行長   | 鄒明諺 | 無                           |                                                |

| 第四屆黨代表 | 第四屆黨代表 | 第四屆黨代表 |
| 本屆         | 本屆 | 姓名 |
| ------------ | --- | --- |
| 當然         | 黨主席 | 王婉諭 |
| 當然         | 公職 | 林彥甫、廖子齊、蔡惠婷、葉忠倫、陳昀志 |
| 票選         | 林依瑩、周偉航、王煦惠、余佳蒨、王景弘、潘佳吟、李兆立、陳愷閎、劉芳霖、胡㻡、鄒明諺、林邑軒、陳孟瑜、李慕哲、彭致豪、王憶恆、鄭瑞裕、劉曜維、林建諭、陳建名、陳晏華、洪如靜、廖啟帆、周聖典、陳錦玲、吳達諾 | 林依瑩、周偉航、王煦惠、余佳蒨、王景弘、潘佳吟、李兆立、陳愷閎、劉芳霖、胡㻡、鄒明諺、林邑軒、陳孟瑜、李慕哲、彭致豪、王憶恆、鄭瑞裕、劉曜維、林建諭、陳建名、陳晏華、洪如靜、廖啟帆、周聖典、陳錦玲、吳達諾 |

### 財務狀況
時代力量的黨產除了是支持民眾捐贈外，亦會透過出售T恤、毛帽等小物募款，黨員每年則需繳交新臺幣600元的黨費。2018年內政部公布2017年度政黨財產及財務狀況申報情形，時代力量總資產為25,783,980元，比2016年度增加574萬元，流動資產增加315萬元。時代力量的2017年度收入為5,052萬元，比2016年度增加421萬元。該年度的政治獻金收入增加491萬元。

## 選民基礎

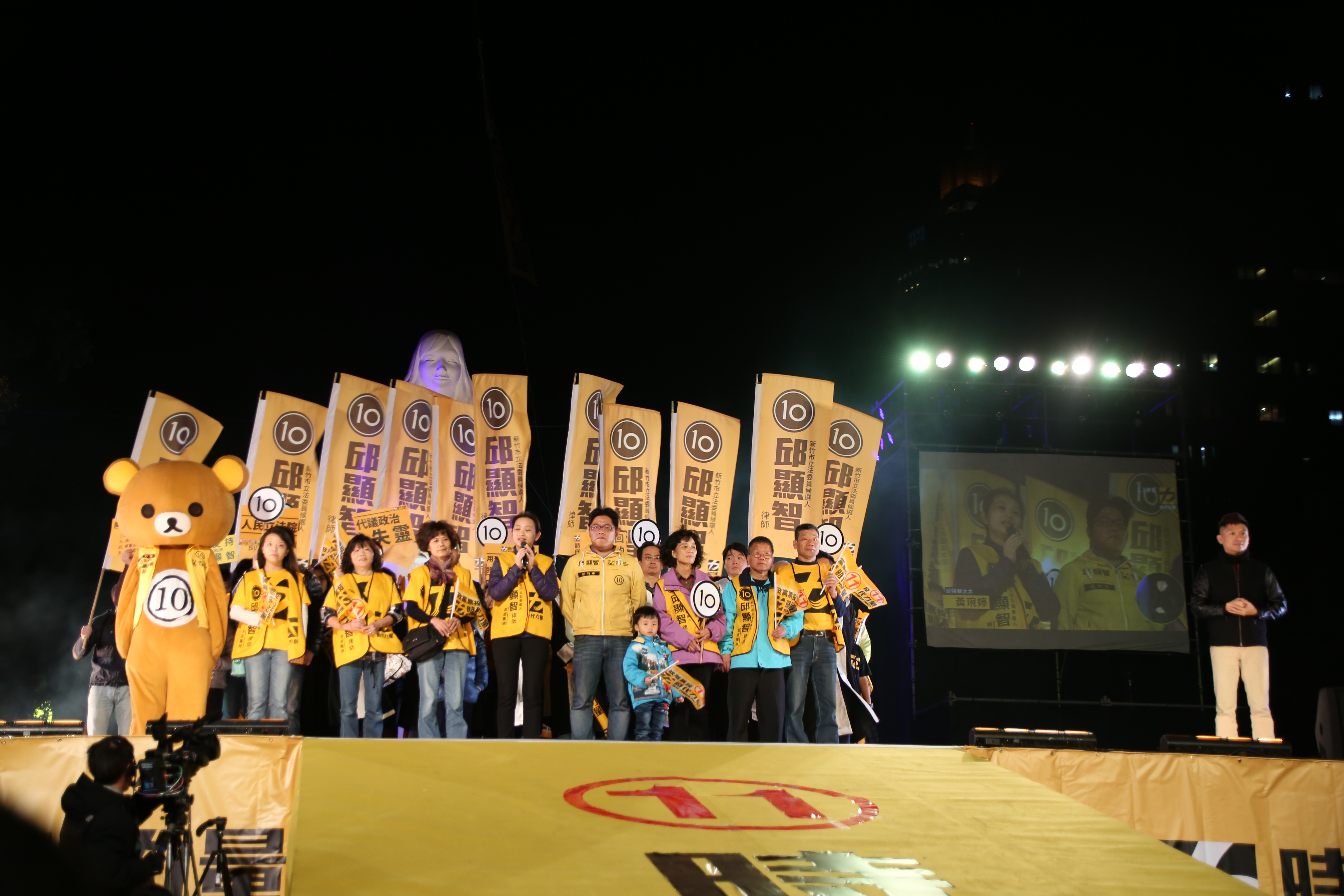
2016年1月9日，時代力量在濟南路（立法院旁）舉行「人民有力量，時代向前行」造勢晚會。

時代力量起源於社會運動，特別是承繼太陽花學運積蓄的政治能量，在創黨之初仍持續參與街頭抗議。在2016年立法委員選舉中，時代力量的選戰策略是徵召政治知名度高的人士參選立法委員。該次選舉反映臺灣社會部分民意對於傳統政治格局的不滿。根據輿論調查，時代力量組成和發展的支持力量主要是臺灣年輕族群。時代力量的支持者以20歲至29歲與30歲至39歲的年輕高學歷族群居多，其中在教育程度是大專院校以上的人們中，獲得約30%的支持度，是各個政黨中比例最高者。
不過時代力量有相當一大部分的外部支持者與民主進步黨或柯文哲的支持者重疊。時代力量和民進黨大致被認為同屬「泛綠」屬性的政黨，分別被外界賦予「小綠」和「大綠」的稱號。時代力量還曾被指稱是「急獨」、「純台獨」、「偽台獨」、「華獨」等。在2016年立法委員選舉時，民進黨於部分選區禮讓並支持時代力量。對於和民進黨之間的關係，時代力量內部亦有許多不同意見；然而在經歷黨內分裂危機後，時代力量與民進黨保持界線而不完全被視為泛綠的一員，但在外交與國防方面的政治主張與民進黨有相似的看法。
經過輿論調查及網際網路調查，時代力量發現青年對於「勞動環境改善」相當有感。不過對於立法委員黃國昌、徐永明強力監督的形象，許多泛綠選民則相當不滿。儘管時代力量希望成為青年參政的平臺，試圖依靠政見與理念吸引其他政治光譜區塊的選民（包括盡量爭取深藍選民），但面臨到一定困難。同時，時代力量自身的基本盤無法選出更多立法委員、直轄市及縣市議員席次。其明星光環亦逐漸失效，個別工作者的形象更被轉化成「全黨」。

## 黨際互動
在創黨之初，時代力量被視為是第三勢力政黨。時代力量能在2016年立法委員選舉中崛起，和當時民主進步黨的政治考慮有很大的關係，雖然當時民進黨的形勢上漲，仍有數個選舉區可能無法與中國國民黨抗衡，以結合對馬英九政府執政不利、政策不滿的改革力量組成選舉聯盟。在競選過程中，民進黨和時代力量針對選舉區進行協調，民進黨主席蔡英文等人亦提供協助，替時代力量的選舉輔選站臺。
時代力量大致與民進黨保持合作，以助本土的泛綠陣營在立法院達到席次過半的目標。其目標除了是在立法院扮演關鍵的改革角色，亦擔任防止民進黨腐化的監督角色。隨著時間的演進，時代力量產生是否要和民主進步黨對抗的路線衝突。在「一例一休」議題上，時代力量便反對民進黨的做法。對於民進黨立法院黨團下令封殺其簽署的提案時，時代力量尋求和其他在野黨參與法案連署。
在時代力量組黨時，臺灣的輿論和社會氣氛普遍不滿當時國民黨執政的馬英九政府。時代力量的目標是讓國民黨在立法院的席次不過半，並進一步取代國民黨的兩大黨地位，使臺灣存在兩個本土政黨相互競爭。同時，時代力量曾批評親民黨的表決立場與國民黨幾乎相同。對於柯文哲的立場，時代力量內部在經詳細討論後，仍有路線與意見上的分歧。例如在2018年直轄市及縣市議員選舉中，時代力量新竹市黨部不願讓柯文哲站臺，臺北市黨部則透過友好路線獲得支持選票。
2022年10月，台獨聯盟主席陳南天表示時代力量並不是與台獨聯盟理念相同的政黨，他很少看到時代力量對台灣前途有什麼論述。
2024年選後，開始與本土的進步小黨合作，包括台灣綠黨、台灣基進、小民參政歐巴桑聯盟、社會民主黨。也舉辦多場聯合記者會、聯合聲明、活動，包括青鳥運動聯合記者會以及小黨聯盟等。

## 公職人員列表
| 縣市   | 姓名   | 選區                               | 黨團                   |
| ------ | ------ | ---------------------------------- | ---------------------- |
| 新竹市 | 林彥甫 | 第四選舉區（北區）                 | 時代力量新竹市議會黨團 |
| 新竹市 | 廖子齊 | 第五選舉區（香山區）               | 時代力量新竹市議會黨團 |
| 新竹市 | 蔡惠婷 | 第一選區（東區）                   | 時代力量新竹市議會黨團 |
| 苗栗縣 | 葉忠倫 | 第四選區（竹南鎮、後龍鎮、造橋鄉） | 無                     |

| 縣市   | 姓名   | 選區           |
| ------ | ------ | -------------- |
| 彰化縣 | 陳昀志 | 秀水鄉鄉民代表 |

- 時代力量歷任立法委員列表
- 時代力量歷任直轄市議員及縣市議員列表
- 時代力量黨公職 （页面存档备份，存于）

## 節目

### 直播節目
| 頻道                                     | 節目名稱       | 播出時間        | 時段                                        | 主持人                                   |
| ---------------------------------------- | -------------- | --------------- | ------------------------------------------- | ---------------------------------------- |
| 寶島聯播網、時代力量                     | 《寶島真有力》 | 2024年7月1日～  | 每週一中午11:00                             | 王婉諭、鄭宇焱                           |
| 時代力量                                 | 《午餐大時客》 | 2024年7月5日～  | 每隔兩週星期五中午12:00 改為每週五中午12:00 | 王婉諭                                   |
| 王婉諭                                   | 《今婉來一杯》 | 2025年6月11日～ | 每週三晚上10:00                             | 王婉諭                                   |
| 環宇廣播電台、廖子齊、林彥甫、蔡惠婷粉專 | 《新竹大時代》 | 2025年7月1日～  | 每週一至週五中午12:00                       | 時代力量新竹黨部、廖子齊、林彥甫、蔡惠婷 |

### 網路節目
| 播出時間       | 頻道     | 節目名稱                | 主持人 |
| -------------- | -------- | ----------------------- | ------ |
| 2024年8月8日～ | 時代力量 | 《出乎諭料-婉諭告訴你》 | 王婉諭 |

## 選舉歷史

### 國會選舉
| 選舉   | 議席    | 區域得票  | 得票率 | 政黨得票    | 得票率 | 變化  | 黨主席 |
| ------ | ------- | --------- | ------ | ----------- | ------ | ----- | ------ |
| 2016年 | 5 / 113 | 351,244票 | 2.94%  | 744,315票   | 6.11%  | ▲ 5席 | 黃國昌 |
| 2020年 | 3 / 113 | 141,952票 | 1.02%  | 1,098,100票 | 7.75%  | ▼ 2席 | 徐永明 |
| 2024年 | 0 / 113 | 96,589票  | 0.72%  | 353,412票   | 2.56%  | ▼ 3席 | 王婉諭 |

### 地方選舉
| 選舉   | 直轄市及縣市首長 | 地方議員 | 鄉鎮市區長 | 鄉鎮市區民代表 | 村里長    | 黨主席 |
| ------ | ---------------- | -------- | ---------- | -------------- | --------- | ------ |
| 2018年 | 0 / 22           | 16 / 912 | 0 / 204    | 0 / 2,149      | 1 / 7,760 | 黃國昌 |
| 2022年 | 0 / 22           | 6 / 910  | 0 / 204    | 1 / 2,139      | 1 / 7,748 | 陳椒華 |

## 歷任黨主席選舉
- 2019年時代力量黨主席選舉
- 2019年時代力量黨主席補選
- 2020年時代力量黨主席補選
- 2021年時代力量黨主席選舉
- 2023年時代力量黨主席選舉
- 2024年時代力量黨主席補選
- 2025年時代力量黨主席選舉

## 關連項目
- 台灣政治
- 台灣選舉
- 臺灣政治史
- 時代力量黨主席
- 時代力量分裂危機
- 時代力量參政選舉列表

## 外部連結
- 官方网站
- 時代力量的Facebook專頁
- 時代力量的Instagram （页面存档备份，存于）
- 時代力量的Threads